# Ehemaliges Rathaus (Horkheim)

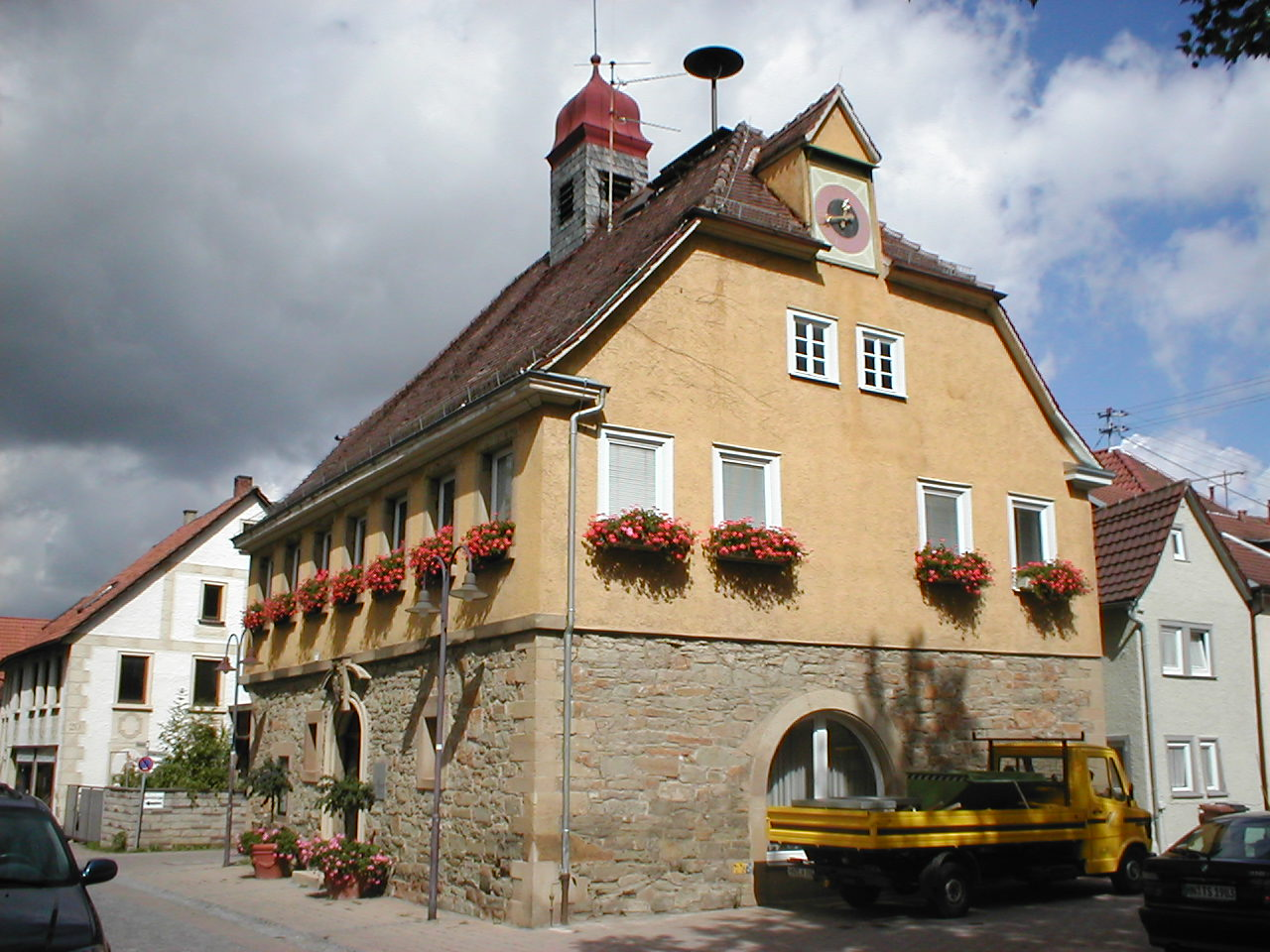
Rathaus in Horkheim

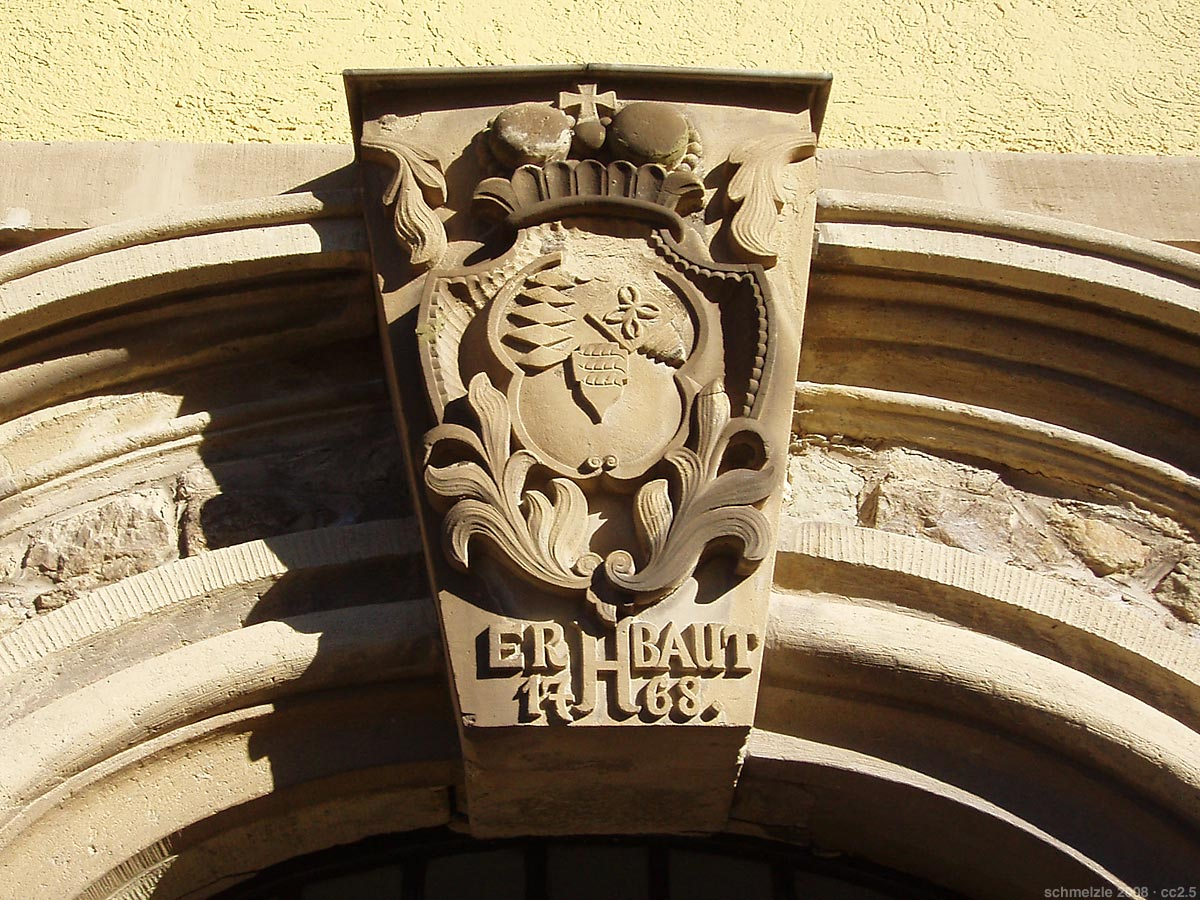
Wappenstein am Rathausportal

Das ehemalige Rathaus ist ein historischer, öffentlicher Profanbau im Heilbronner Stadtteil Horkheim. Der Kern des heutigen Rathauses reicht bis in das Mittelalter zurück, wobei das Rathaus als solches erstmals 1595 und nochmals 1619 erwähnt wurde. 1768 wurde das Gebäude im Stil des Barock umgebaut. Das Dach wurde Mitte des 19. Jahrhunderts und nochmals Mitte des 20. Jahrhunderts erneuert. Bei der letzten Erneuerung des Daches im 20. Jahrhundert wurde auch die Rathausuhr restauriert. Es befindet sich an der Schleusenstraße 18. Das denkmalgeschützte Gebäude gilt als Kulturdenkmal.

## Beschreibung
Das Gebäude ist ein zweigeschossiges Gebäude. Das Obergeschoss im verputzten Fachwerk ruht auf einem Erdgeschoss in Bruchstein. Bemerkenswert ist das Eingangsportal mit reicher Profilierung und einem Keilstein, der das Datum der Barockisierung mit 1768 angibt.